# Igreja Matriz de Ermesinde

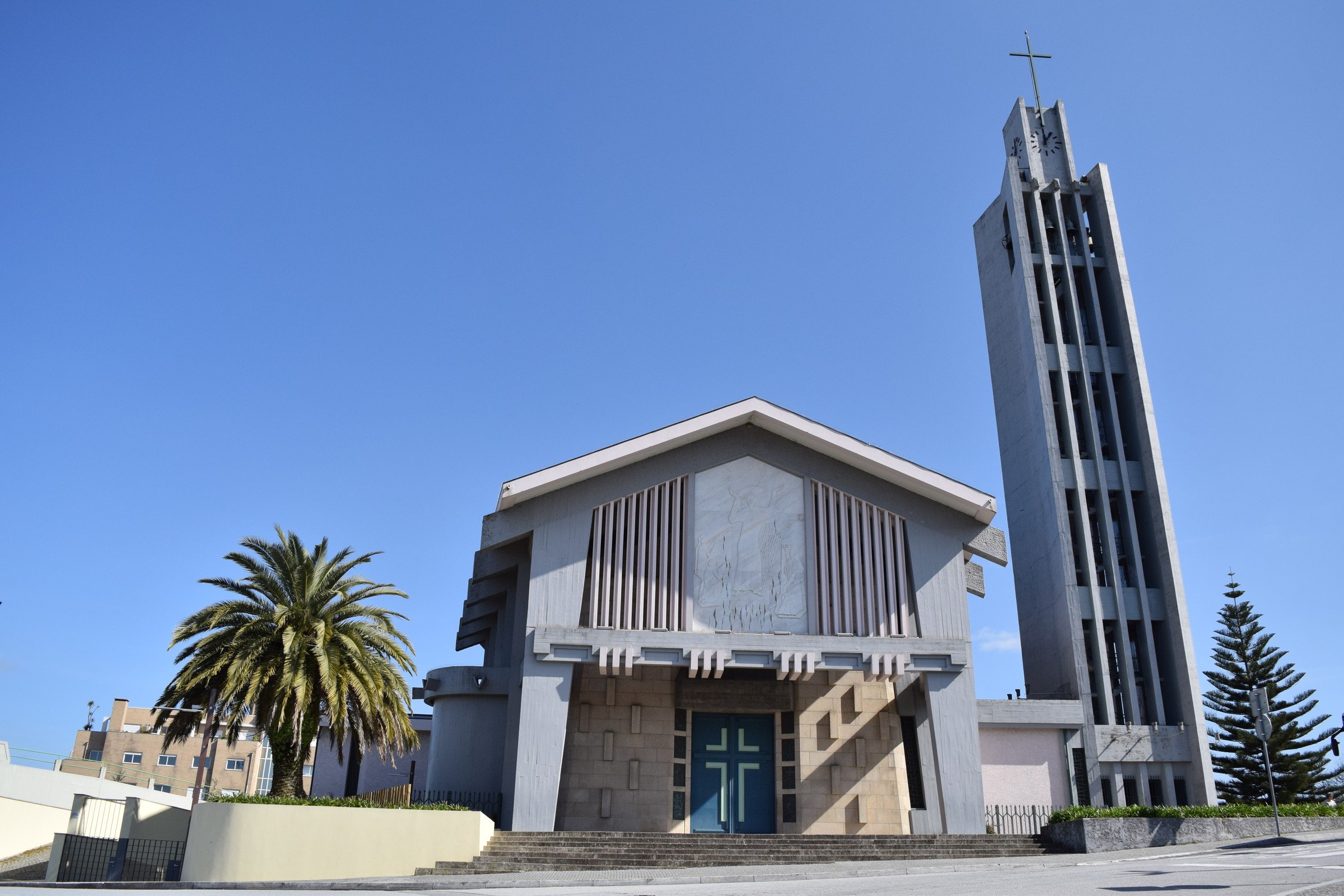
Vista frontal da Igreja

A Igreja Matriz de Ermesinde, também referida como Igreja Paroquial de Ermesinde e Igreja de São Lourenço, localiza-se no centro da cidade de Ermesinde, no Município de Valongo.
A sua construção iniciou-se em 1968 logo de seguida da demolição da Antiga Igreja Matriz. É um edifício de linhas modernas, construído a partir de cimento armado e alvenaria. Tem uma volumetria algo complexa e integra uma Capela-Mor em corpo sobre-elevado e uma elevadíssima torre sineira a flanquear corpo da nave. É amplamente iluminado, através de uma sucessão de estreitas e elevadas frestas verticais, que se encontram a um nível superior em forma praticamente contínua ao longo de diversos alçados. O seu altar tem um crucifixo de dois metros e meio de altura em madeira. Ainda alberga uma capela com o corpo de Cristo deitado encimado por uma cruz e pela Nossa Senhora das Dores. A igreja anualmente é palco de vários concertos e comemorações, tais como o concerto de Páscoa. Tem no seu interior figuras do Padroeiro da cidade de Ermesinde, S. Lourenço e de Nossa Senhora de Fátima.

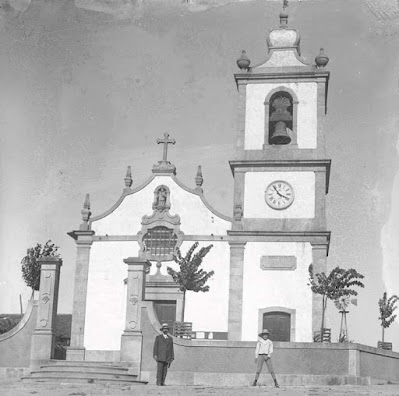
Vista frontal da Antiga Igreja Matriz de Ermesinde, demolida em 1968.